# Лаба (притока Кубања)
Лаба (рус. Лаба; адиг. Лабэжъ, Лабэ) река је која протиче крајњим југозападом европског дела Руске Федерације. Протиче преко географске регије познате као Северни Кавказ, односно преко субјеката Федерације Краснодарске покрајине и Републике Адигеје. Лева је и највећа притока реке Кубањ у коју се улива насупрот града Уст Лабинска, и део басена Азовског мора.
Настаје као сутока Велике и Мале Лабе које се спајају на југу Краснодарске покрајине, код заселака Красни Гај и Свободни Мир, на југу Мостовског рејона. Обе исходишне реке настају од ледника на северним обронцима Великог Кавказа.
Укупна дужина водотока је 214 km, а рачунајући и Велику Лабу 347 km. Површина сливног подручја је око 12.500 km², док је просечан проток у близини ушћа око 95,7 m³/s. У горњем делу тока Лаба је типична планинска река са великим падом и бројним брзацима у кориту, а у том делу њена долина има карактеристике дубоких кањона. У доњем делу тока тече преко равничарског подручја где поприма карактер мирне и споре равничарске реке. Режим храњења је мешовит: плувијално-нивално-леднички. У доњем делу тока се због споријег тока често мрзне у току зиме, и под ледом је од децембра до краја фебруара и почетка марта.
У равничарском делу тока прима бројне притоке, углавном са леве стране. Највећа десна притока је Чамлик (231 km) који је уједно и њена највећа притока, а значајније леве притоке су Ходз, Чохрак, Уљка, Гиага, Псенафа и Фарс.
На њеним обалама се налазе бројна насељена места, посебно у равничарском делу тока, а најважнији су варошица Мостовској и градови Лабинск и Кургањинск. Њене воде се доста користе за наводњавање пољопривредних површина.